# Tjelovetjka narisoval ja
Tjelovetjka narisoval ja (russisk: Челове́чка нарисова́л я) er en sovjetisk animationsfilm fra 1976 af Valentina Brumberg, Zinaida Brumberg og Valentin Lalajants.